# Kreuz Oberhausen-West
Kreuz Oberhausen-West is een knooppunt in de
Duitse deelstaat Noordrijn-Westfalen.
Op dit mixvormknooppunt kruist de A3 Emmerich - Passau de A42 Kreuz Kamp-Lintfort-Kreuz Castrop-Rauxel-Ost.

## Geografie
Het Kreuz Oberhausen-West ligt, behalve de oostelijke toeritten die in Oberhausen liggen, helemaal in de stad Duisburg. Nabijgelegen stadsdelen zijn Neumühl en Meiderich van Duisburg en Lirich en Buschhausen van Oberhausen. 
Het knooppunt ligt ongeveer 7 km ten noordoosten van het centrum van Duisburg, ongeveer 5 km ten westen van het centrum van Oberhausen en ongeveer 15 km ten noordwesten van Essen.
Ten zuidwesten van het knooppunt ligt het Rhein-Herne-Kanal.

## Configuratie
Knooppunt

Schematische weergave

Het kleine gebied op de plaats van het knooppunt, tussen het westelijke kerkhof van Oberhausen in het zuidoosten en een woonwijk van het stadsdeel Schmidthorst van Duisburg in het noordwesten, vroeg om een bijzondere knooppuntvorm. Omdat een normaal klaverbladknooppunt hier niet mogelijk was heeft men gekozen voor een klaverbladknooppunt met twee directe aansluitingen en anderhalve parallelrijbaan voor de A3.
Rijstrook
Nabij het knooppunt hebben beide snelwegen 2x3 rijstroken. 
Alle verbindingswegen hebben één rijstrook.

## Bijzonderheden
Het Kreuz en de A42 zorgt in het Ruhrgebiet voor het ontlasten van de A40. Voor het gereedkomen van het kreuz en de A42 stonden er veel files door het woon-werkverkeer. Na het gereedkomen van het knooppunt en de A42 vangen deze een groot deel van het forensenverkeer op en ontlast zo de A40.

## Verkeersintensiteiten
Dagelijks passeren ongeveer 210.000 voertuigen het knooppunt.
| Van                        | Naar                             | Gemiddeld aantal voertuigen per dag | Percentage<be />vrachtverkeer |
| -------------------------- | -------------------------------- | ----------------------------------- | ----------------------------- |
| AS Oberhausen-Holten (A 3) | AK Oberhausen-West               | 122.700                             | 15,6 %                        |
| AK Oberhausen-West         | AS Oberhausen-Lirich (A 3)       | 127.600                             | 14,3 %                        |
| AS Duisburg-Neumühl (A 42) | AK Oberhausen-West               | 079.000                             | 10,1 %                        |
| AK Oberhausen-West         | AS Oberhausen-Buschhausen (A 42) | 085.100                             | 10,6 %                        |

## Richtingen knooppunt
| Aansluitende wegen             | Aansluitende wegen             | Aansluitende wegen                      | Aansluitende wegen | Aansluitende wegen |
| ------------------------------ | ------------------------------ | --------------------------------------- | ------------------ | ------------------ |
|                                |                                | richting Arnhem / Hannover              |                    |                    |
|                                |                                |                                         |                    |                    |
| richting Kamp-Lintfort / Venlo | richting Oberhausen / Dortmund |                                         |                    |                    |
|                                |                                |                                         |                    |                    |
|                                |                                | richting Duisburg / Düsseldorf / Keulen |                    |                    |

## Weblinks
- Geschichte der A 42 in Deutschland